# Information médicale
Ne doit pas être confondu avec Informatique médicale.
En France, l'information médicale est l'activité concernant l’information de santé des patients, y compris les données personnelles dans un centre hospitalier ou dans un établissement privé. Les médecins qui l'exercent sont appelés médecins DIM (sigle signifiant Département d'information médicale).

## Historique
L'activité est relativement récente datant d'une quinzaine d'années[Depuis quand ?]. 

## Description
Depuis l'apparition du PMSI (Programme de Médicalisation du Système d'Information), les médecins DIM sont chargés de recueillir, contrôler, et transmettre toutes les informations médicalisées structurées et codées depuis les établissements d'hospitalisation vers les organismes payeurs et contrôleurs. Ce programme a permis la mise en place récente de la tarification à l'activité pour les établissements publics et privés.